# Harmon Northrop Morse
Harmon Northrop Morse (15 ottobre 1848 – 8 settembre 1920) è stato un chimico e docente statunitense.

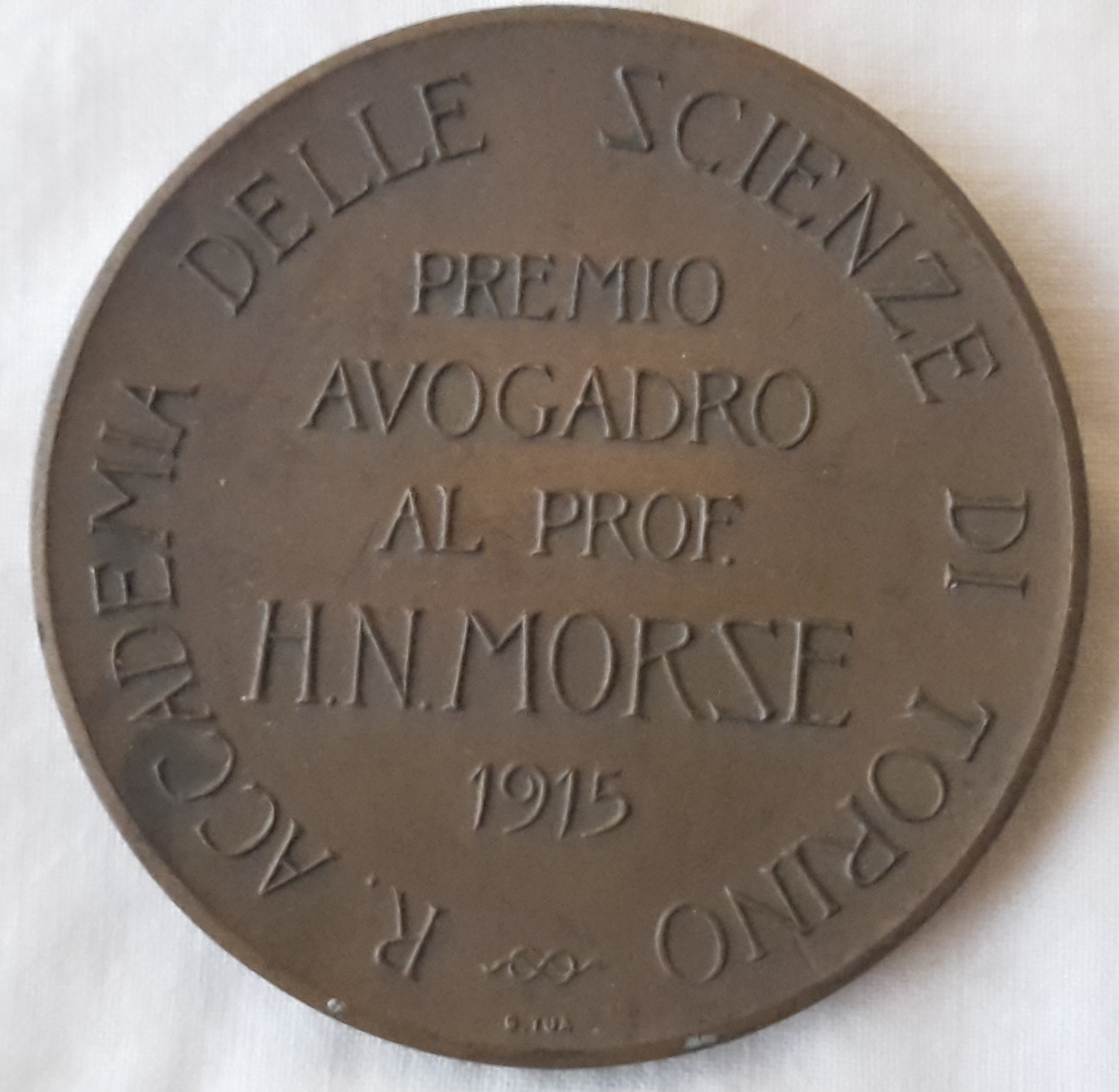
Medaglia assegnata a H.N. Morse dall'Accademia delle Scienze di Torino

È noto per essere stato il primo ad aver sintetizzato il paracetamolo, sostanza ampiamente utilizzata nei primi decenni dopo la morte di Morse come farmaco. Nella prima metà del Novecento fu conosciuto principalmente per il suo studio sulla pressione osmotica, per il quale gli fu assegnata la medaglia Avogadro nel 1916  e da cui deriva l'"equazione Morse" per la stima della pressione osmotica.

## Biografia
Il primo antenato americano di Harmon Northrop Morse fu John Morse, che giunse dall'Inghilterra nel 1639 e si stabilì a New Haven. Suo padre, Harmon Morse, era un contadino puritano e credeva nel duro lavoro e nella scuola, considerando discutibili tutte le forme di svago. La madre di Northrop morì in giovane età. Grazie a un lascito di sua nonna, Northrop Morse poté studiare chimica all'Amherst College, dove entrò nel 1869 laureandosi nel 1873. Continuò i suoi studi in Germania e quindi conseguì un dottorato in mineralogia presso l'Università di Gottinga nel 1875.
Tornato nello stesso anno negli Stati Uniti, ricevette un assistentato ad Amherst. Quando la Johns Hopkins University aprì nel 1876, Morse si trasferì come associato di Ira Remsen e insieme avviarono il laboratorio di chimica dove l'esperienza tedesca di Morse si dimostrò particolarmente preziosa, poiché all'epoca la scuola di chimica americana era meno sviluppata. Morse divenne ufficialmente professore associato nel 1883, professore ordinario di chimica inorganica e analitica nel 1892 e direttore del laboratorio chimico nel 1908. Si ritirò nel 1916.
Morse si sposò due volte ed ebbe una figlia e tre figli. La sua seconda moglie, Elizabet Dennis Clark, lo aiutò a preparare articoli per le sue pubblicazioni. Dopo il pensionamento, Morse divenne piuttosto solitario, raramente lasciò la sua casa e la sua salute si deteriorò. Morì durante una vacanza annuale a Chebeague Island, nel Maine. Fu sepolto ad Amherst, dove aveva anche una casa estiva. Nel suo necrologio, Remsen ricorda Morse come "silenzioso e poco espansivo".

## Eredità scientifica
Sebbene la Johns Hopkins fosse un'università di ricerca sin dall'inizio, i primi anni del dipartimento di chimica furono segnati dalla mancanza di studenti e attrezzature. Inizialmente Morse fu scoraggiato e trascorse gran parte del suo tempo a insegnare. Intorno al volgere del secolo Morse pubblicò una serie di articoli sulla preparazione dell'acido permanganico che lo condusse a studiare la pressione osmotica e a diventare conosciuto tra gli addetti ai lavori. Nel 1914, con l'aiuto di una sovvenzione della Carnegie Institution di Washington, pubblicò un rapporto intitolato The Osmotic Pressure of Aqueous Solutions, ne quale sintetizzava il lavoro svolto tra il 1899 e il 1913. Per questo lavoro gli fu assegnata la medaglia Avogadro dall'Accademia delle Scienze di Torino, l'accademia in cui Avogadro era stato uno dei membri più attivi nel corso del primo Ottocento e che nel 1911, in occasione dei cento anni dalla pubblicazione della memoria sulla costituzione molecolare dei gas, aveva indetto delle celebrazioni di rilievo internazionale. La medaglia è stata un premio unico assegnato nel centenario della legge di Avogadro.